# يان فيشر

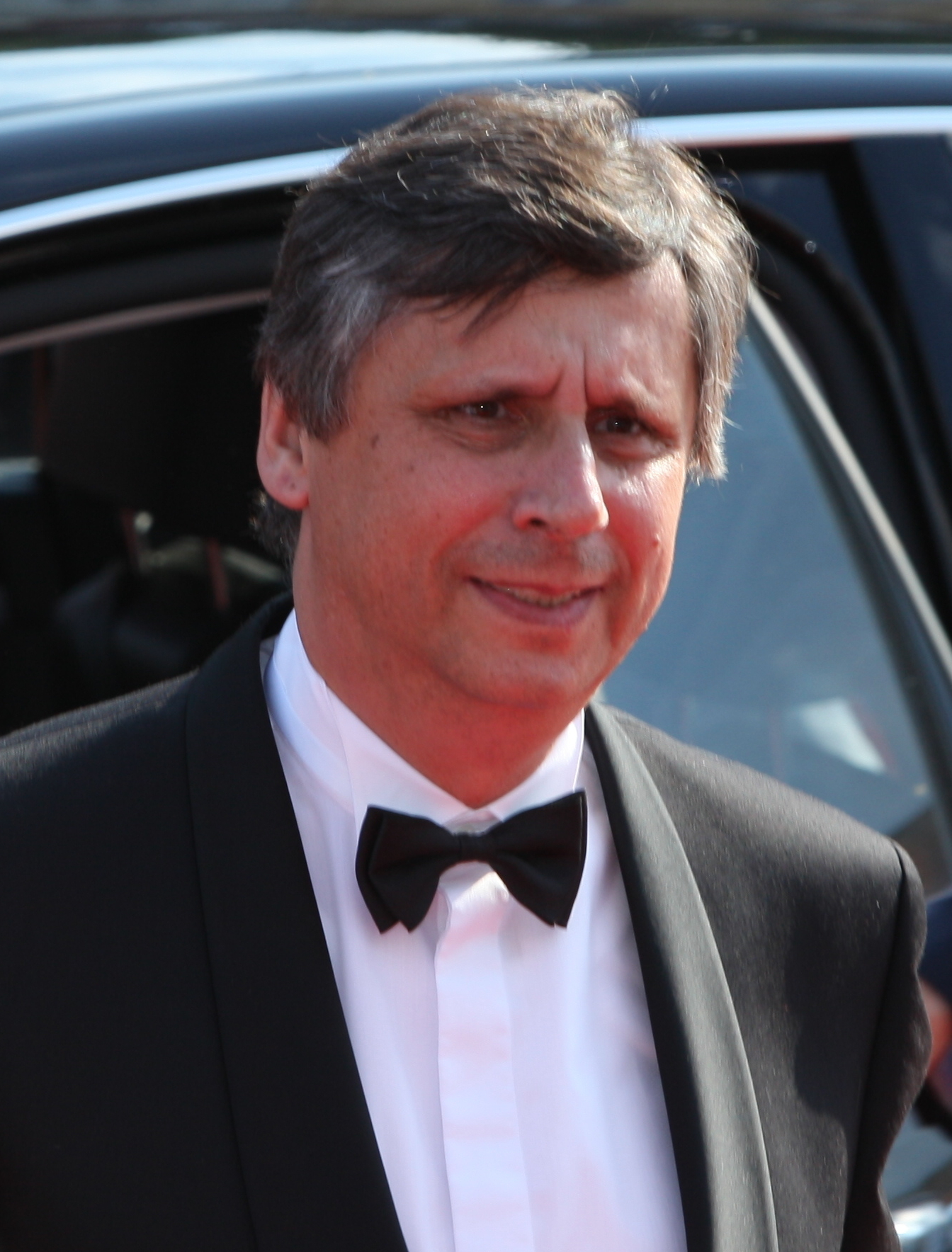
يان فيشر

يان فيشر (بالتشيكية: Jan Fischer) وهو سياسي تشيكي من مواليد 2 يناير من عام 1951 في براغ في تشيكوسلوفاكيا والآن الجمهورية التشيكية أصبح يان فيشر رئيسا لوزراء جمهورية التشيك في 8 مايو من عام 2009. ترشح للانتخابات الرئاسية التشيكية 2013 والتي خسرها بعد احتلاله المركز الثالث بنسبة 16.35% من الأصوات وعدم تمكنه من التأهل للجولة الثانية.

## روابط خارجية
- يان فيشر على موقع IMDb (الإنجليزية)
- يان فيشر على موقع الموسوعة البريطانية (الإنجليزية)
- يان فيشر على موقع مونزينجر (الألمانية)